# Camiola Turinga
Cameola Turinga (1310 – Messina, 21 maggio 1345) è stata una nobildonna italiana.

## Biografia

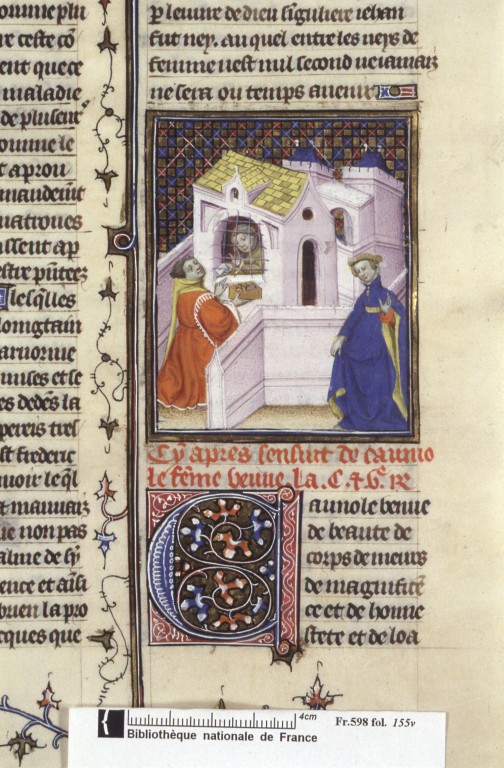
Camiola e Orlando. Miniatura di un manoscritto francese del De mulieribus claris di Giovanni Boccaccio (XV secolo)

Conosciuta anche come Caméola Turinga, era figlia di un cavaliere, Lorenzo di Turingia, e di una nobildonna messinese (probabilmente della famiglia Bonfiglio). Camiola era nata intorno al 1310 e, dopo la morte dei genitori e del marito, che era forse un mercante senese, ereditò un notevole patrimonio.
Camiola, che è descritta nelle fonti come donna bella, ricca e onesta, fu protagonista di uno straordinario gesto di grande dignità e generosità verso Orlando o Rolando (1296-1361), figlio illegittimo del re di Sicilia Federico III di Aragona e di Sibilla Sommella, che nel 1339 era stato inviato dal fratellastro Pietro II, re di Sicilia dal 1337 al 1342, a combattere contro gli angioini ed era stato preso prigioniero nel corso di una battaglia alle Eolie. Poiché Pietro II non intendeva pagare il riscatto per il fratellastro che riteneva responsabile della perdita di Lipari e della sconfitta aragonese, Camiola Turinga si offrì di pagare una somma pari a metà della sua ricchezza (2.000 onze), a condizione che Orlando la sposasse dopo la sua liberazione. L'accordo fu sottoscritto in forma legale dal principe prigioniero a Napoli e Camiola pagò il riscatto. Dopo la liberazione, Orlando tornò a Messina, ma si rifiutò di sposare la donna che lo aveva salvato sostenendo che, anche se figlio illegittimo del re di Sicilia, aveva pur sempre sangue reale e poteva sposare solo una donna di nobili origini.
Sdegnata e indignata, Camiola si rivolse allora ai giudici che ritennero valido l'accordo. Quando anche il re impose al fratellastro di rispettare gli accordi sottoscritti, iniziarono i preparativi per il matrimonio che doveva essere celebrato in modo solenne, dato l'alto lignaggio dello sposo. Il giorno delle nozze, però, Camiola diede una grande prova di dignità e una straordinaria lezione di generosità verso uno sposo indegno. Come scriveva Caio Domenico Gallo negli Annali della città di Messina, “la generosa Camiola allor che andò lo sposo ad offrirle la mano in presenza di tutta la nobiltà messinese, usando un atto da vera eroina, dopo d'averlo rinfacciato d'uomo ingrato, mancator di fede ed indegno del sangue dei re aragonesi, che vantava portar nelle vene, lo rifiutò, donandogli generosamente il prezzo che aveva sborsato per la di lui libertà, dandosi ella a più nobile sposo”.
Dopo questa nobile rinuncia, Camiola impiegò il resto delle sue ricchezze per la costruzione di un edificio ai piedi del colle della Caperrina e concluse i suoi giorni nel monastero di Santa Maria di Basicò dove morì il 21 maggio 1345.

## Nella cultura successiva
Come ha messo in evidenza Salvatore Tramontana, con il suo gesto Camiola ribaltava "la gerarchia di valori che subordinavano sessualmente, sentimentalmente e in termini culturali la donna all'uomo".
La storia di Camiola ispirò da subito testi letterari e teatrali. Già nel 1361-62, Giovanni Boccaccio dedicò la penultima delle 106 biografie contenute nel suo De mulieribus claris a Camiola, "mulier decore corporeo, moribus magnificentia ac honestate et laudabili pudicitia splendida".
A sua volta Matteo Bandello prese spunto da questa vicenda per Timbreo e Fenicia, la 22ª delle sue novelle (1554). Tradotta in francese da François de Belleforest, la novella di ambiente messinese avrebbe poi ispirato William Shakespeare, nel 1598-99, per la commedia Molto rumore per nulla ambientata proprio a Messina, mentre il testo di Boccaccio avrebbe ispirato Philip Massinger per la commedia The Maid of Honour (1632).